# Ист 149-я улица (линия Пелем, Ай-ар-ти)
|   |     |     |     |   |
| · | · л | · э | · л | · |

|   |     |     |     |   |
| · | · л | · э | · л | · |

«Ист 149-я улица» (англ. East 149th Street) — станция Нью-Йоркского метрополитена, расположенная на линии Пелем, Ай-ар-ти. Станция находится в Бронксе, в округе Лонгвуд, на пересечении Саутерн-бульвар и Ист 149-й улицы. На станции останавливается маршрут 6 (круглосуточно). Станцию проходит без остановки маршрут <6> (в будни днём в пиковом направлении).

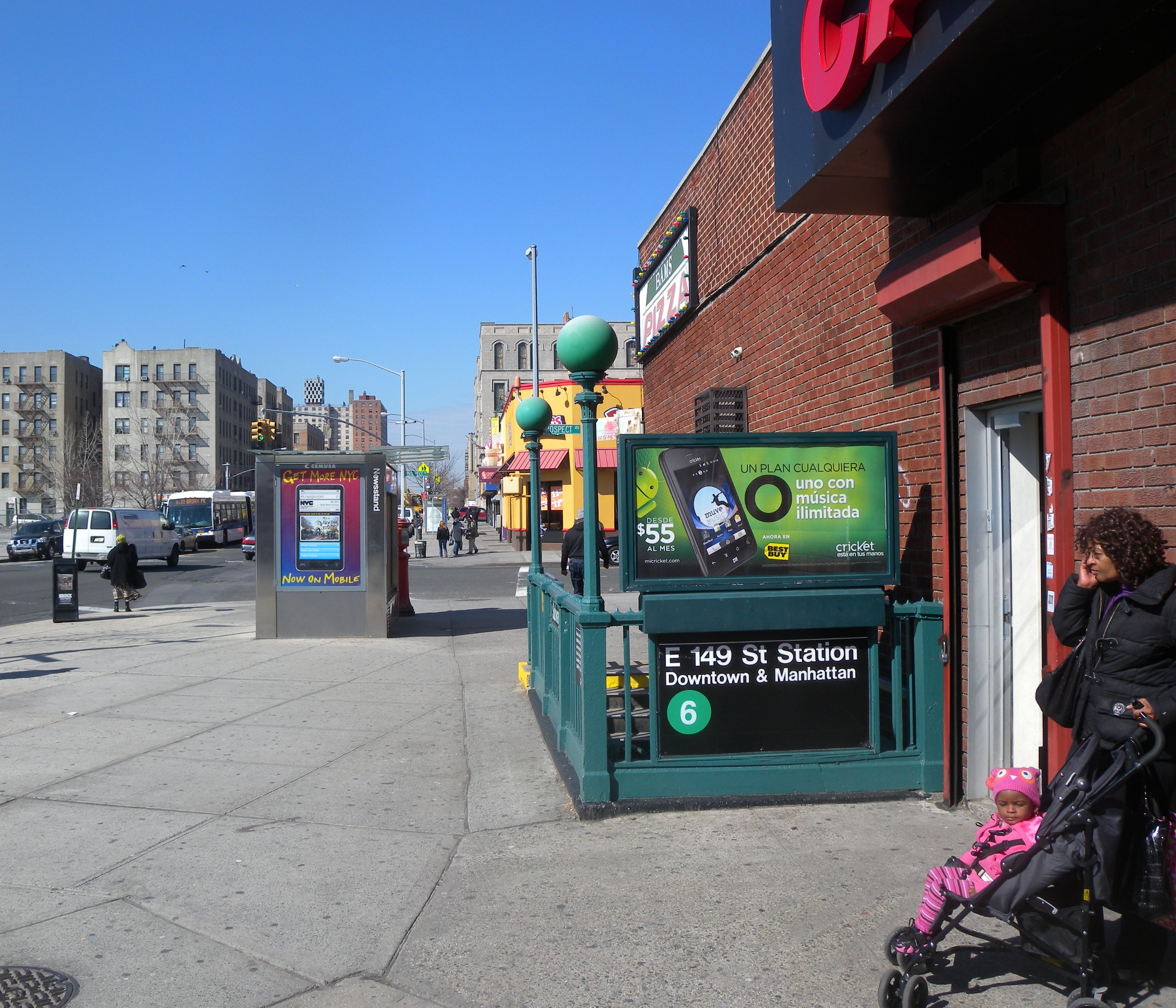
Вход на западную платформу (в Манхэттен)

Станция была открыта 17 января 1919 года, и представлена двумя боковыми платформами, обслуживающими только локальные пути.